# Ksenia Vladimirovna Sukhinova
Ksenia Vladimirovna Sukhinova (tiếng Nga: Ксения Владимировна Сухинова; nhiều khi cũng được chuyển tự thành Xenia Vladimirova Sukhinnova) là một hoa hậu đến từ Liên bang Nga, người từng giành danh hiệu Hoa hậu Nga 2007 và Hoa hậu Thế giới 2008. Ksenia là niềm tự hào của Nga và được xem là một trong những Hoa hậu Thế giới đẹp nhất trong lịch sử cuộc thi này.

## Tiểu sử
Ksenia sinh ra tại thành phố Nizhnevartovsk, Liên Xô vào ngày 26 tháng 8 năm 1987. Sau đó cô chuyển đến sống tại thành phố Tyumen. Từ nhỏ, Ksenia đã tham gia nhiều môn thể thao như thể dục, trượt tuyết, bơi lội, múa ba lê. Cô hiện là sinh viên của Trường Đại học Dầu lửa và Khí đốt Tyumen. Năm 2006, cô được trao giải Sinh viên xuất sắc của trường.
Ksenia cho biết cô say mê các môn văn học cổ điển Nga và bộ phim cô yêu thích nhất là Moskva không tin vào những giọt nước mắt, bộ phim từng giành giải Oscar phim nước ngoài hay nhất. Ngoài vai trò sinh viên, cô còn là một người mẫu chuyên nghiệp và đã từng tham dự tuần lễ thời trang Milan. Ksenia cao 1,78 m, có mái tóc vàng và đôi mắt màu xanh lam.
Ông và bà Ksenia tiết lộ họ không muốn cháu gái mình quá bận rộn với các hoạt động thời trang mà nên chuyên tâm vào học tập. Bà của Ksenia từng nói: "Ksiusha, cháu cứ đi đâu hoài vậy? Phải học cho xong... vậy mà cháu cứ đi. Rồi trở thành hoa hậu Nga... Lẽ ra phải nghỉ ngơi chứ. Chứ cháu đã chẳng có cả tuổi thơ: những bài thi thể thao dày đặc..."

## Hoa hậu Nga 2007
Ngày 13 tháng 12 năm 2007, tại cuộc thi Hoa hậu Nga 2007 diễn ra tại thủ đô Moskva, Ksenia Sukhinova đại diện cho thành phố Tyumen đã trở thành tân hoa hậu. Với chiếc vương miện giành được, cô giành quyền đại diện cho nước Nga tham dự những cuộc thi sắc đẹp quốc tế lớn trong năm 2008.
Do vướng bận công việc học hành, Ksenia đã từ chối tham dự cuộc thi Hoa hậu Hoàn vũ 2008 diễn ra tại Nha Trang,Việt Nam và nhường quyền dự thi cho Vera Krasova, Á hậu 2 của cuộc thi Hoa hậu Nga 2007. Nhờ đó trong năm 2008, Nga đã có một Á hậu 3 Hoa hậu Hoàn vũ và một Hoa hậu Thế giới.

## Hoa hậu Thế giới 2008

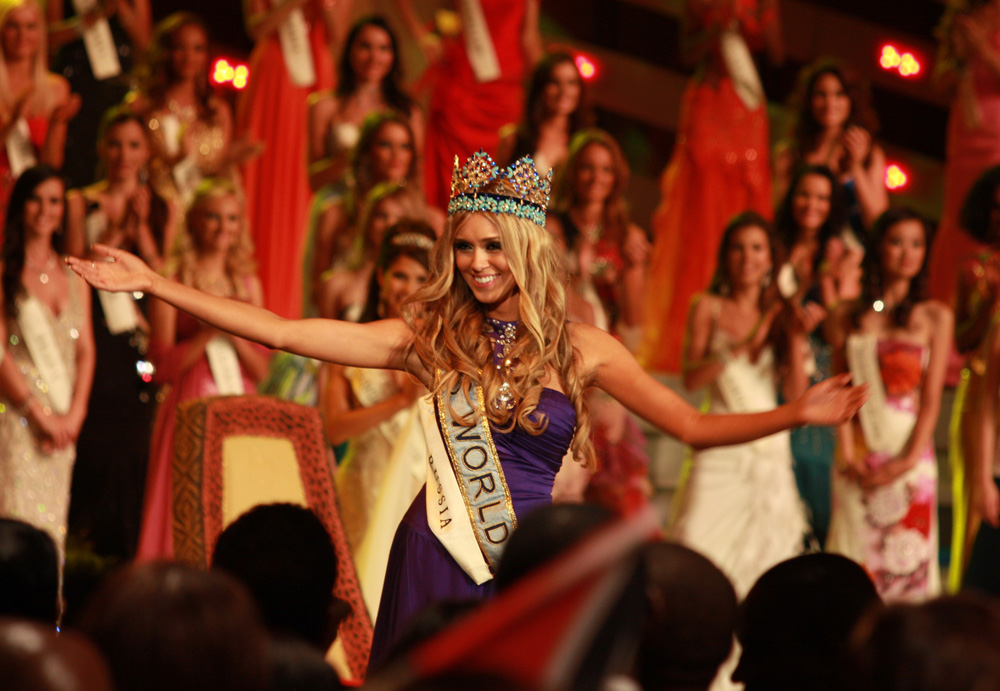
Ksenia vui mừng trước chiến thắng

Ksenia lên đường đến Nam Phi tham dự cuộc thi Hoa hậu Thế giới 2008. Ngay từ đầu, cô đã được đặt cược sẽ đội lên đầu chiếc vương miện xanh huyền thoại. Điều kỳ lạ là Ksenia Sukhinova và Hoa hậu Thế giới 2007 người Trung Quốc, Trương Tử Lâm đều giành được những thành tích giống hệt nhau: cả hai người cùng đoạt Á hậu 2 tại giải Hoa hậu Bãi biển và cùng đoạt  giải Hoa hậu Người mẫu (Miss World Top Model).
Ksenia lọt thẳng vào top 15 chung kết do giải thưởng Hoa hậu Người mẫu đã đạt được. Cô tiếp tục bước vào Top 5 phần thi ứng xử và cuối cùng đăng quang Hoa hậu Thế giới 2008. Hai á hậu là hoa hậu Ấn Độ và hoa hậu Trinidad và Tobago. Đây là lần thứ hai nước Nga giành vương miện Hoa hậu Thế giới, sau chiến thắng của người đẹp Julia Kourotchkina năm 1992.
Cô là một trong số ít hoa hậu tóc vàng đăng quang cuộc thi này và trong một cuộc bầu chọn, cô chính là hoa hậu đẹp thứ hai trong lịch sử cuộc thi sau Hoa hậu Thế giới 1994 người Ấn Độ.
Cũng trong năm 2008, Global Beauties đã xướng tên Ksenia ở vị trí thứ 2 trong Top 5 Miss Grand Slam - Hoa hậu của mọi hoa hậu năm đó. Đây là thành tích cao thứ hai của Nga trong cuộc đua này.